# Monoštor
Monoštor(srpski:Бачки Моноштор, mađ. Monostorszeg) je selo u Bačkoj u autonomnoj pokrajini Vojvodini u Srbiji.

## Zemljopisni položaj
Nalazi se na 45°48' sjeverne zemljopisne širine i 18°56' istočne zemljopisne dužine.

## Upravna organizacija
Nalazi se u zapadnobačkom okrugu, u općini Sombor.

## Povijest
Prvi stanovnici ovog sela su bili katolički Hrvati, koji su ovdje našli utočište, napuštajući zavičaje u Slavoniji i Bosni, bježeći pred nadirućim Turskim Carstvom. Mjesto gdje su napravili naselje je bila blizu starog grada i tvrđave imena Bodrog, koja je postojala u tom kraju za vrijeme Kraljevine Ugarske.
1717. su stanovnici sela iskoristili preostali materijal iz zidina Bodroga za sagraditi katoličku crkvu.
Noviji doseljenici su se naselili na drugom položaju, kilometar dalje od izvornog sela, jer je ovo područje bilo izloženo poplavama rijeke Dunava, pa su stoga 1752. crkva i cijelo staro selo preseljeni na novu lokaciju.
Monoštor je bio jednim od mjesta somborskog kraja gdje je Radićev HSS imao svoje pristaše.

## Stanovništvo
Danas u Monoštoru živi 3920 stanovnika, prema popisu 2002. Većinu čine Hrvati (mahom Šokci). Monoštor je najveće šokačko selo u Bačkoj.
Narodnosni sastav 2002.:
- Hrvati = 2043 (52,12%)
- Jugoslaveni = 570 (14,54%)
- Mađari = 211 (5,38%)
- Rumunji = 179 (4,57%)
- Romi = 100 (2,55%)
- ostali.

### Povijesna naseljenost
- 1961.: 4560
- 1971.: 4590
- 1981.: 4432
- 1991.: 4205
- 2002.: 3920

## Hrvati u Monoštoru
Monoštor danas (po stanju od 15. prosinca 2002.) daje 4 elektora u Hrvatsko nacionalno vijeće Republike Srbije.
U Monoštoru djeluje KUD Hrvata "Bodrog".
2004. je Monoštor dobio nagradu "Najselo" Hrvatske matice iseljenika

U Monoštru se tradicionalno 13. listopada svake godine svečano slavi "Zavitni dan". Utemeljen je za župnikovanja Matiše Zvekanovića. Povod utemeljenju su bile prijeteće ratne okolnosti 1944.: bilo je izgledno da će partizansko-rusko topništvo sravniti Monoštor. Ipak, seljani nisu izbjegli, nego su svi se okupili u crkvi sv. Petra i Pavla. Župnik je zaiskao od Boga i Gospe pomoć za selo nad koje se imalo sručiti veliko zlo. I župnik i seljani su molili Boga i Gospu da ih poštedi velikog zla. Molba im je bila uslišena: generali su promijenili nakanu, partizansko-ruske snage nisu sravnile selo, a u zahvalnost su se Monoštorci zavjetovali da će svake godine 13. listopada točno u podne svetom Misom zahvaljivati Bogu i Gospi za spasenje. Od tada se u Monoštoru ne radi toga dana, a seljani se u župnoj crkvi okupljaju na misnom slavlju. 

Seosku proslavu organizira Kulturno-umjetničko društvo Hrvata Bodrog.
Od 2006. se u Monoštoru održava festival marijanskog pučkog pjevanja, oblika pučkog pjevanja pri crkvi i raznim prigodama koje se od davnina njeguje u Monoštoru.
U ovom mjestu koje slovi kao "hrvatsko" (jedva 50%), 2016. je DSHV skupa s pojedincima iz mjesnog kulturnog društva samostalno izašao na izbore za članove Savjeta MZ. U izbornu kampanju ušao bez financijskih sredstava, pa se bazirao na osobnoj komunikaciji s potencijalnim biračima, Hrvatima, te članovima i simpatizerima KUD-a, potencijalni birači pozivani su osobno i telefonski, a od propagandnog materijala DSHV imao je samo letke. Kandidirali su sedam kandidata u okviru izborne liste Za naše malo misto: Snežana Periškić, Igor Terzić, Josip Budimčević, Anita Đipanov, Sonja Periškić, Davor Francuz, Marko Bolugovac. Na izborima su još bile lista kandidata okupljenih "Zato što volim Monoštor" (potpora Demokratska stranka), lista "Za napredni Bački Monoštor" (potpora Srpska napredna stranka) i lista "Za Monoštor – Miler" predvođenu bivšim članom DS-a Zoranom Milerom. „Za naše malo misto“, „Zato što volim Monoštor“ i „Za Monoštor – Miler“ računale su na iste birače. Uz relativno veliku izlaznost birača, "Za naše malo misto" nije ušla, a vrlo blizu prolasku bila je Snežana Periškić. Razlog neulaska je izborni sustav lokalnih izbora. Da su bili po proporcionalnom izbornom sustavu koji se primjenjuje za izbor odbornika i poslanika u Skupštini APV i Skupštini RS, uz zadržavanje broja glasova za svaku pojedinu listu, "Za naše malo misto" imalo bi 2 od 11 vijećnika.
U pripremi je rječnik šokačkih Hrvata iz Monoštora. Priprema ga predsjednica Udruge građana Urbani Šokci iz Sombora Marija Šeremešić uz pomoć suradnika. Rječnik sadrži stare šokačke riječi, prikupljeno je oko 2.400 riječi, od kojih barem polovica više nije u uporabi. Prikupila je fond riječi, a obilaskom svih četiriju kvartova u selu razgovarala je sa starijim ženama koje su joj pomogle protumačiti značenje starih riječi.

## Poznate osobe
- Marija Šeremešić, hrv. pučka spisateljica, redateljica i kulturna djelatnica
- Josip Pašić, hrvatski književnik, katolički svećenik
- Stjepan Jozić, hrvatski slikar
- Ivan Keravin, hrvatski vjerski pisac i prevoditelj
- Marin Ladislav Marković, provincijal, prior, tajnik Hrvatske konferencije viših redovničkih poglavara, vjerski pisac[11]
- Tihomir Šeremešić, hrv. književnik
- Denis Kovač, glazbenik, pjesnik, likovni umjetnik i humanist

## Šport
Športska društva i klubovi koji ovdje djeluju su:
- nogomet: Dunav
- karate: Nidan

## Vanjske poveznice
- Monoštor  Arhivirana inačica izvorne stranice od 3. travnja 2008. (Wayback Machine) na fallingrain.com
- www.soinfo.org
- www.backimonostor.com  Arhivirana inačica izvorne stranice od 24. veljače 2021. (Wayback Machine)